# Shanghai Stock Exchange of Shanghai International Financial Center
 (janvier 2021).
Si vous disposez d'ouvrages ou d'articles de référence ou si vous connaissez des sites web de qualité traitant du thème abordé ici, merci de compléter l'article en donnant les références utiles à sa vérifiabilité et en les liant à la section « Notes et références ».
Le Shanghai Stock Exchange of Shanghai International Financial Center est un gratte-ciel en construction à Shanghai en Chine. Il s'élèvera à 215 mètres Son achèvement est prévu pour 2019. 